# M.3 (dirigibile)
Il dirigibile M.3 era un dirigibile di tipo semirigido costruito in Italia dallo Stabilimento Costruzioni Aeronautiche di Roma nella prima metà degli anni dieci del XX secolo per scopi militari. L'M.3 apparteneva alla "Classe M" progettata dall'ingegnere Gaetano Arturo Crocco. L'aeronave effettuò un totale di 38 ascensioni, per complessive 53 ore di volo.

## Storia del progetto
Nel 1910 la legge di potenziamento dell'aeronautica aveva previsto la costruzione di 9 dirigibili, di cui tre piccoli, cinque medi e uno grande. I dirigibili medi (tipo M), del tipo semirigido, vennero progettati dagli ufficiali del genio militare Gaetano Arturo Crocco e Ottavio Ricaldoni. Dopo l'M.1 e l'M.2, il successivo M.3 venne realizzato presso lo Stabilimento Costruzioni Aeronautiche di Roma, e montato sulla base di Vigna di Valle nel corso del 1913. La configurazione era simile a quella del precedente M.2, cioè del tipo pesante quadrimotore, ma per esso fu adottata una navicella di origine tedesca "Parsifal PL-15" acquistata a Berlino il 23 maggio 1913 presso la Luft-Fahrzeug GmbH Tale navicella aveva dimensione simile a quella dei dirigibili tipo M, ma era predisposta per tre motori Clément-Bayard francesi al posto dei quattro Wolseley inglesi dell'M.2. Due dei tre propulsori erano installati a prua, in configurazione affiancata, mentre il terzo era a poppa. Le eliche erano due, entrambe a passo variabile, e tutti e tre i motori vi potevano essere accoppiati variamente.
La prima ascensione con la navicella PL-15 avvenne il 10 giugno 1914, e dopo alcuni voli di prova in cui si verificarono avarie ai propulsori, essi vennero smontati ed inviati presso lo Stabilimento Costruzioni Aeronautiche per la revisione. Al termine di essa i motori vennero rimontati e il 4 agosto dello stesso anno il dirigibile si trasferì dall'aeroporto di Vigna di Valle a quello di Jesi. Qui il 9 agosto l'M.3 effettuò le prove di quota raggiungendo una tangenza di soli 1 800 metri, e successivamente quelle di durata volando sul percorso Jesi-Rimini-Bologna-San Marino-Fano-Jesi a una velocità media di 75 km/h, raggiungendo quella massima di 100 km/h. Dopo ulteriori voli, il 26 febbraio 1915 l'aeronave fu smontata ed inviata nuovamente presso lo Stabilimento Costruzioni Aeronautiche di Roma per effettuare lavori di modifica. La navicella venne di nuovo modificata, accorciandola, furono installati due motori Maybach-Itala D.1 da 180 CV, furono montati attacchi per le bombe, e armi di difesa, posizionando una postazione per una mitragliatrice anche nel punto più alto dell'involucro. Il 15 febbraio 1916, ormai in piena prima guerra mondiale, l'aeronave, agli ordini del capitano Tullio Benigni partì da Roma per rischierarsi sull'aeroporto di Boscomantico (Verona).

## Tecnica
Si trattava di un dirigibile di tipo semirigido, con la navicella appesa al pallone a mezzo cavi collegati ai nodi di una catenaria di cavo d'acciaio, cucita sulla gualdrappa del dirigibile e collegata alla trave rigida di carena. I timoni di direzione erano due, posizionati sulla parte posteriore del dirigibile, ed aventi configurazione biplana.
La propulsione era affidata a due motori Maybach-Itala D.1 a 6 cilindri in linea raffreddati ad acqua, eroganti la potenza di 180 CV ciascuno, posizionati in coppia al centro della navicella ed azionanti eliche quadripala lignee. I propulsori consentivano all'aeronave di raggiungere una velocità massima di circa 100 km/h.

## Impiego operativo
Dal 17 marzo 1916 il dirigibile M.3 fu custodito a Boscomantico all'interno di un hangar metallico lungo 90 metri, largo 21,80, alto 24 metri e dotato di una fossa centrale per ospitare la navicella. Drammatica fu la sua prima missione bellica, nella zona del Passo del Tonale: raggiunto da un proiettile sparato da una batteria austroungarica posta in alta quota, nel percorso di ritorno fu preso di mira a Brescia dall'artiglieria italiana e infine attaccato anche da due idrovolanti che lo costrinsero ad atterrare a Borgosatollo. Ripartito danneggiato, fu di nuovo attaccato da un velivolo Farman nazionale, il cui pilota lo aveva scambiato per un'aeronave nemica. Riparati i danni, l'M.3 operò sulla Val Lagarina compiendo azioni di bombardamento delle fortificazioni di Monte Brione a Riva del Garda, ma anche sul Tagliamento, con i capitani Benigni e Angelo Berardi ed il capitano Attilio Calderara nell'equipaggio.
Nel mese di marzo del 1917 sfruttò una delle poche finestre utili offerte dal cattivo tempo per colpire nella notte sul 19 le stazioni ferroviarie di Calliano (Trentino-Alto Adige) e di Aldeno, in Val Lagarina. Il dirigibile percorse una rotta sul Lago di Garda e la Valle del Sarca e poi la Valle dell'Adige, ma al rientro sfuggì a fatica all'illuminazione dei proiettori disposti in quota ed al tiro della contraerea.
Il 21 maggio 1917 eseguì la sua ultima missione bellica, venendo colpito dai tiri dell'artiglieria contraerea nemica. Atterrato in emergenza a Casarsa, durante il tentativo di trasportarlo a mano sull'aeroscalo rimase gravemente danneggiato, per cui ne fu deciso lo smontaggio e in seguito la definitiva radiazione dal servizio. Aveva totalizzato in tutto 38 ascensioni, per un totale di quasi 53 ore di volo.

## Utilizzatori
Italia
- Regio Esercito

### Annotazioni
1. ↑  Un motore su due eliche, due motori su due eliche, tre motori su due eliche, due motori su due eliche.
2. ↑  La lunghezza fu ridotta a 14,25 m, mentre la larghezza a 1,8 m.

### Fonti
1. 1 2 3 4 5  Pesce 1982, p. 56.
2. 1 2 3 4 5 6 7 8 9 10 11 12 13  Pesce 1982, p. 57.
3. ↑  Mancini 1936, p. 239.
4. 1 2 3 4 5 6  Bellè 2018, p. 11.